# Gruppo Bionnassay-Goûter
Il Gruppo Bionnassay-Goûter è un gruppo di cime rocciose situato nella parte occidentale del massiccio del Monte Bianco lungo la linea di confine italo-francese.

## Caratteristiche
Va dal col de Miage al col du Dôme. È orientato da sud-est a nord-est; è perennemente coperto da ghiacciai e composto da facili montagne da scalare. I panorami sono magnifici e difficoltà alpinistiche di tipo classico presentano rischi minimi.

## Classificazione
Secondo le definizioni della SOIUSA il Gruppo Bionnassay-Goûter è un sottogruppo alpino ed ha la seguente classificazione:
- Grande parte = Alpi Occidentali
- Grande settore = Alpi Nord-occidentali
- Sezione = Alpi Graie
- Sottosezione = Alpi del Monte Bianco
- Supergruppo = Massiccio del Monte Bianco
- Gruppo = Gruppo del Monte Bianco
- Sottogruppo = Gruppo Bionnassay-Goûter
- Codice = I/B-7.V-B.2

## Suddivisione
Il gruppo, secondo la SOIUSA, si suddivide in:
- Cresta Bionnassay-Goûter (a/a)
- Cresta Tricot-Vorassay (a/b)
- Cresta delle Aiguilles Grises (a/c)
- Contrafforti nord-ovest dell'Aiguille du Goûter (a/d)
- Contrafforti settentrionali dell'Aiguille du Goûter (a/e)
- Cresta nord-orientale del Dôme du Goûter (a/f)

## Cime principali

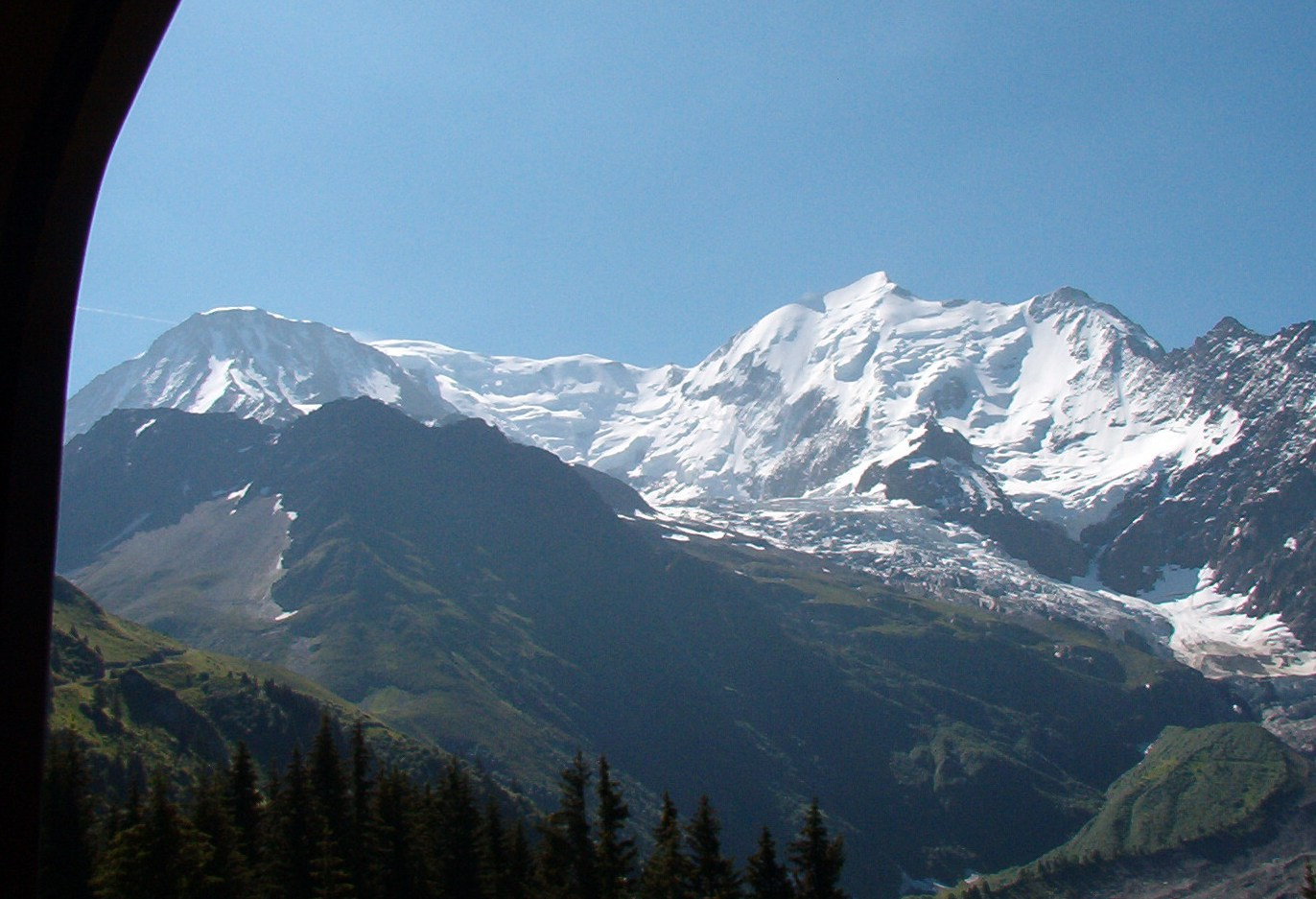
Da sinistra a destra: l'Aiguille du Goûter, il Dôme du Goûter e l'Aiguille de Bionnassay (ripresi dal Tramway du Mont Blanc).

Le cime principali che caratterizzano questo gruppo sono:
- Dôme du Goûter - 4.308 m
- Pointe Bayeux - 4.258 m
- Pointe Bravais - 4.057 m
- Aiguille de Bionnassay - 4.052 m
- Piton des Italiens - 4.003 m
- Aiguille du Goûter - 3.863 m
- Tour des Aiguilles Grises - 3.826 m
- Aiguille de Tricot - 3.665 m
- Pointe Inférieure de Tricot - 2.830 m
- Mont Vorassay - 2.299 m

## Ghiacciai
Dal versante italiano scendono i ghiacciai del Dôme e di Ghiacciaio di Bionnassay che alimentano il Ghiacciaio del Miage.
Dal versante francese scendono il Ghiacciaio di Bionnassay ed il Ghiacciaio del Taconnaz.

## Rifugi
I rifugi che si trovano ai piedi del gruppo sono: 
- Rifugio del Goûter - 3.817 m - versante francese
- Rifugio Durier - 3.358 m - nei pressi del Col de Miage
- Rifugio di Tête Rousse - 3.167 m - versante francese
- Rifugio Francesco Gonella - 3.071 m - versante italiano